# Ferdinand Nesrovnal

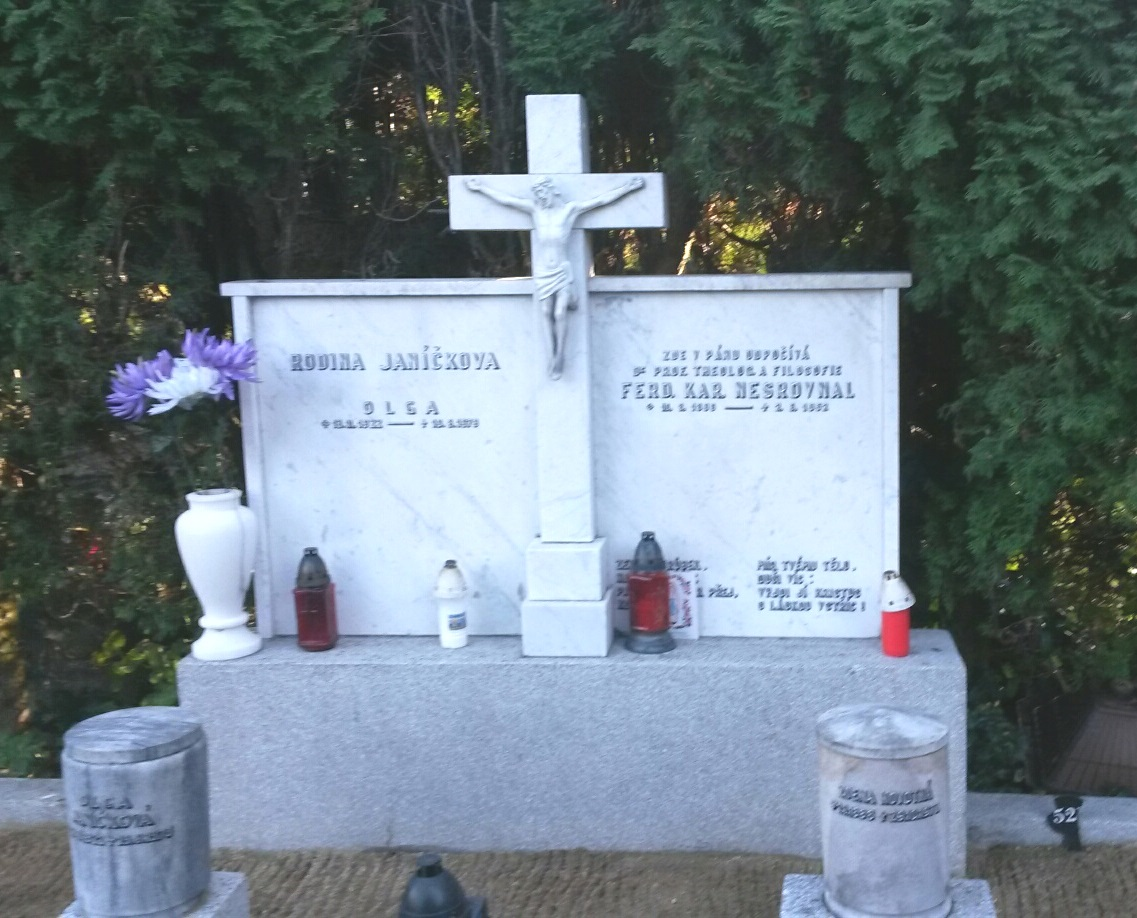
Hrob Ferdinanda Nesrovnala na Ústředním hřbitově v Brně

Ferdinand Nesrovnal (16. srpna 1896 Brno – 30. května 1952 Brno) byl český římskokatolický kněz a až do roku 1937 člen jezuitského řádu. V rámci pronásledování katolické církve v Československu jej Státní bezpečnost zatkla a vyslýchala. Po výslechu byl nalezen na své cele oběšený; přestože se podle vyšetřování jednalo o sebevraždu, konkrétní okolnosti jeho úmrtí tento závěr zpochybňují.